# Palacio de Justicia del Condado de Delaware (Iowa)
El Palacio de Justicia del Condado de Delaware (en inglés, Delaware County Courthouse), ubicado en Mánchester, una ciudad del estado de Iowa (Estados Unidos). Fue construido en 1894 e incluido en el Registro Nacional de Lugares Históricos en 1981 como propiedad contribuidora del Iowa Thematic Resource. La estructura actual es el cuarto edificio que alberga las funciones de los tribunales y la administración del condado.

## Historia
Cuando el condado de Delaware se formó a partir del condado de Dubuque en 1837, el primer lugar elegido para una sede de condado fue Ead's Grove en la parte noreste del condado. El sitio era demasiado alejado, y se eligió un sitio cerca de Silver Lake que finalmente se convirtió en Delhi.
Pasaron cuatro años antes de que se comprara el sitio para la sede del condado, y solo después de que dos ciudadanos ofrecieron reunir los 200 dólars necesarios. El primer palacio de justicia fue una estructura de troncos de dos pisos que fue construida en el invierno de 1843 a 1844 por gente del común, y fue el primer edificio construido en Delhi. Medía 5,5 x 7,3 m, pero no tenía techo, ventanas ni puertas. Los miembros del jurado debían subir una escalera a la sala del jurado en el segundo piso. Los comisionados del condado tardaron dos años en recaudar 65 dólares para completar el edificio.
Un segundo palacio de justicia se construyó a partir de 1850 y debido a que no hbo contratistas, otra vez los ciudadanos realizaron el trabajo con sus propias herramientas. Se les pagaba en lotes de la ciudad de Delhi que estaban valorados en 5 dólares. La combinación de palacio de justicia y cárcel se completó en 1853.
Delhi y Mánchester compitieron por ser la sede del condado. Mánchester perdió varios referendos pero el 2 de noviembre de 1880 se llevó la victoria defenitiva. La sede se trasladó a Mánchester y se construyó una estructura de dos pisos como palacio de justicia temporal. 
El palacio de justicia actual se completó en 1894 por 38 000 dólares. El condado utilizó un fondo puente, un impuesto a los perros y la venta de tierras pantanosas para financiar su construcción. Fue diseñado por el estudio de arquitectura Bell & Kent de Council Bluffs. Las donaciones de 700 ciudadanos del condado financiaron el reloj de la torre. El edificio se inauguró el 7 de enero de 1895. Su importancia se deriva de su asociación con el gobierno del condado y el poder político y el prestigio de Mánchester como sede del condado.

## Arquitectura
El palacio de justicia es una estructura de 2½ pisos construida sobre un sótano elevado. Construido con ladrillo rojo prensado, el edificio es una combinación de los estilos neorrománico y chateauesco. El priemero se encuentra en los portales de entrada con su piedra rusticada y arcos de medio punto, los pesados marcapianos de piedra revestidos de piedra y las ventanas de arco de medio punto en el segundo piso. El chateauesco se encuentra en los techos de pendiente pronunciada y los frontones de pendiente pronunciada con remates en las distintas torres. El cuerpo principal del edificio mide 23,2 x 30,5 m. La torre del reloj y la aguja son 41 m alto, y las paredes del edificio miden 46 cm espesor. Los techos decorativos de metal en el primer piso y la elaborada carpintería son originales del edificio.